# Ulica Jana Kilińskiego w Warszawie

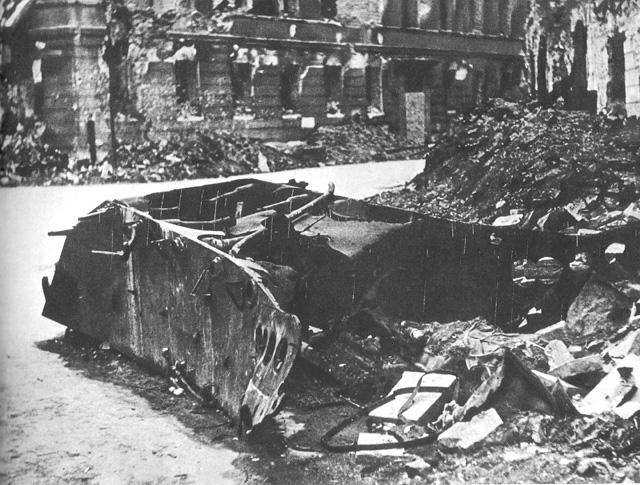
Wrak pojazdu-miny na ulicy Kilińskiego, 18 sierpnia 1944

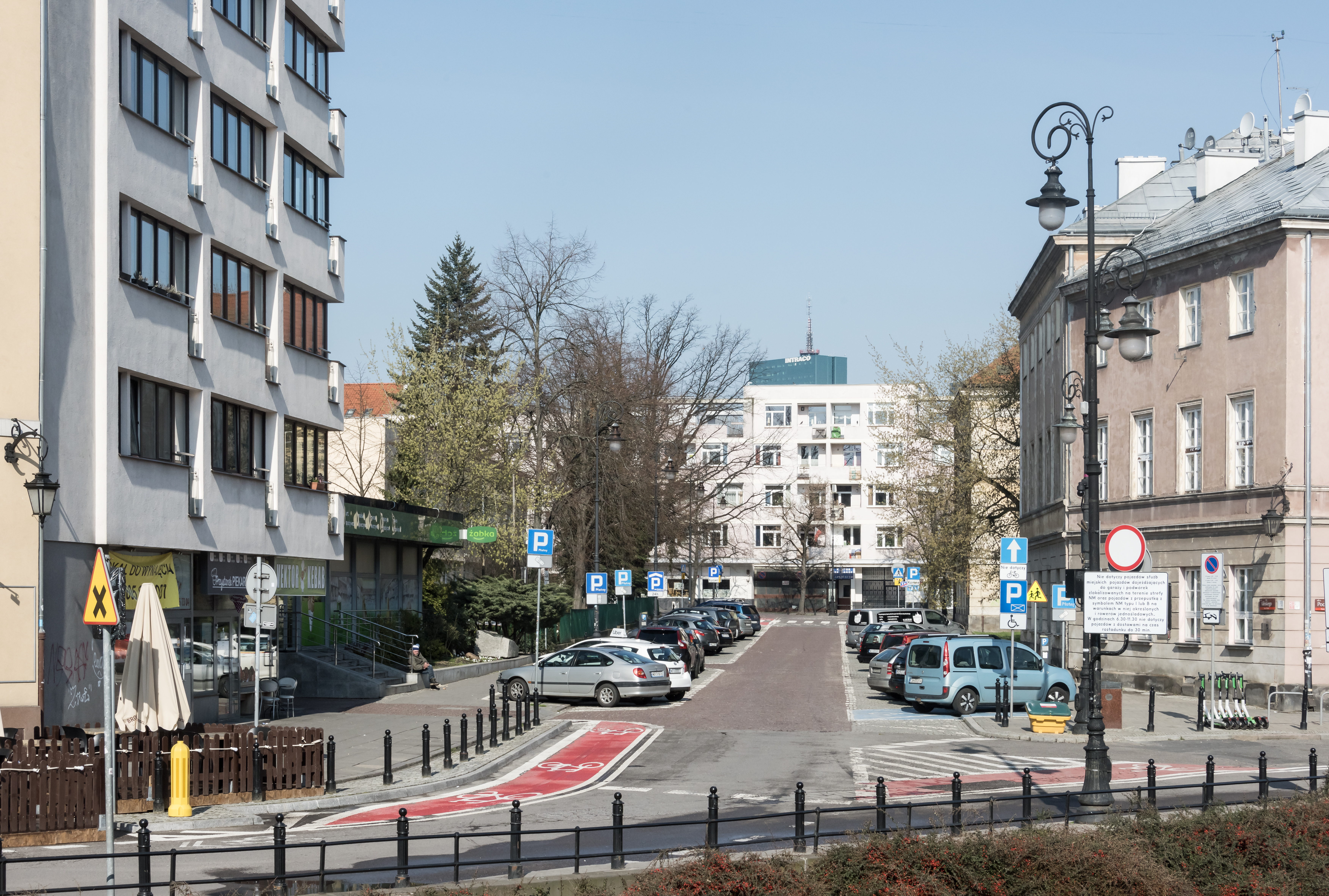
Ulica widziana z ul. Podwale

Ulica Jana Kilińskiego – ulica na Nowym Mieście w Warszawie.

## Historia
Dzisiejsza ulica Kilińskiego pojawiła się w połowie XVI wieku jako przesmyk w zabudowie, którym poprowadzono drewniane rury zaopatrujące Stare Miasto w wodę; wypływała ona ze źródła na posesji przy ul. Długiej 32/34.
W końcu XVII wieku uliczkę uregulowano, kierując się zamiarem budowy kamienicy rajcy Jakuba Schultzendorffa na Długiej; ostatecznie wzniesiono tam nieukończony pałac, wybudowany pod nr. 7 z pominięciem projektowanego zachodniego członu.
Od roku 1717 pałac należał do biskupa kujawskiego Konstantego Felicjana Szaniawskiego, od roku 1762 - do starosty lubiatowskiego, generała-majora wojsk litewskich, Stanisława Mycielskiego.
W latach 1787–89 pałac został przebudowany przez Jana Chrystiana Kamsetzera w stylu klasycystycznym dla marszałka nadwornego koronnego Kazimierza Raczyńskiego; od tego czasu zwany jest pałacem Raczyńskich. Wzdłuż obecnej ulicy Kilińskiego zwanej wtedy Wąską stały pałacowe zabudowania gospodarcze, sięgające aż do ul. Podwale.
Po zachodniej stronie Wąskiej wznosił się wybudowany w pierwszej połowie XVII wieku dwór księcia Janusza Radziwiłła; został on spalony przez Szwedów w roku 1656. W latach sześćdziesiątych od strony ul. Długiej powstał murowany dwór majora Ludwika Orgiewalda, zaś na wschodniej części tej działki odbudowano dwór Radziwiłłów, tym razem dla Bogusława Radziwiłła.
W roku 1754 ów dwór należał do sekretarza i łożniczego Augusta III; jego budynek dotrwał aż do roku 1901. W okresie stanisławowskim mieścił się w nim zajazd; mieszkał tu też wybitny poeta epoki - Stanisław Trembecki. W roku 1821 posesję nabył młynarz Krystian Teisler; w połowie stulecia od strony ul. Podwale urządzono ogródek z piwiarnią zwany Zaciszem. Po dziesięciu latach wzniesiono tam pawilon z salą dla orkiestry, bilardem, i pokojami mieszkalnymi. Front tej działki od strony ul. Długiej w roku 1810 zajęły bliźniacze kamienice jubilera Krystiana Karollego, wzniesione być może według projektu Hilarego Szpilowskiego.
W roku 1854 ulicę Wąską zamknięto na czas budowy nowych oficyn dawnego pałacu Kazimierza Raczyńskiego; autorem projektu przebudowy był Alfons Kropiwnicki.
Jesienią tego samego roku ulice na nowo wybrukowano i otwarto dla ruchu; w roku 1866 wyburzono znajdujące się tuż przy ulicy zabudowania należące niegdyś do młynarza Teislera. Od roku 1863 właścicielem tej posesji był Jan Gotlib Bloch, po nim hrabia Ludwik Krasiński, który w roku 1868 wyremontował całą zabudowę i powiększył oficyny. Pod koniec lat siedemdziesiątych XIX wieku dzierżawił on ogródek piwny niejakiemu Kuzińskiemu, który zmienił jego nazwę na "Chateaux de Fleurs"; po tym okresie działał tam teatrzyk z występami szansonistek, którym przygrywała orkiestra strażacka. Od roku 1887 doszła kolejna atrakcja: w części ogródka występował cyrk Salamońskiego.
W roku 1870 u zbiegu z ul. Długą wystawiono wieloboczny pawilon, w którym prowadzono sprzedaż i prenumeratę czasopism; 11 lat później, w roku 1881 ulicą Wąską poprowadzono trasę tramwaju konnego, kursującego następnie ulicą Długą do Podwala.
W roku 1901 kosztem terenu nieczynnej od kilku lat piwiarni i dawnego dworu radziwiłłowskiego ulicę Wąską poszerzono; przy okazji pod toporami legł piękny, zabytkowy drzewostan.
Przy uregulowanej na nowo ulicy w latach 1901-02 pod numerami 1 i 3 wzniesiono dwie trzypiętrowe kamienice dla Karola Raczyńskiego; rok później kończąc poszerzanie ulicy rozebrano kamienice jubilera Krystiana Karollego od strony ulicy Długiej. Na ich miejscu wzniesiono dla Raczyńskich dwa nowe czteropiętrowe domy, zniszczone potem podczas okupacji; jeden z nich, pod nr. 5, zajął parcelę u zbiegu z ul. Wąską.
Równocześnie ułożono drugi tor dla tramwajów, jednak skasowano go już po kilku latach; od roku 1907 w ich miejsce ulicą Miodową kursowały nowoczesne tramwaje elektryczne.
W roku 1917 Wąskiej nadano obecną nazwę - Jana Kilińskiego; miało to uzasadnienie, ponieważ bohater Insurekcji Warszawskiej mieszkał niegdyś w pobliżu (przy ul. Szeroki Dunaj 5).
Rok 1939 nie przyniósł zniszczeń w zabudowie ulicy. 24 stycznia 1944 w czasie łapanki hitlerowcy rozstrzelali przy Kilińskiego około 50 osób. Tragicznym epizodem z dni powstania jest wybuch czołgu-pułapki, przejętego przez powstańców na placu Zamkowym; w wyniku jego eksplozji zginęło około 300 powstańców i cywilów, a kolejnych kilkaset odniosło rany, zaś zabudowa ulicy została w znacznym stopniu uszkodzona.
W dniach powstania, w pałacu Raczyńskich od 10 sierpnia mieścił się szpital powstańczy; 2 września został on spacyfikowany przez Niemców, którzy wymordowali prawie 400 rannych i personel placówki, zaś sam pałac podpalili.
Ogień strawił całą zabudowę ulicy.
Pałac odbudowano w latach 1948–1949, jednak rekonstrukcja wnętrz ciągnęła się do roku 1976; zaraz po wojnie, w roku 1946 rozebrano kamienice pod nr. 1 i 3, zaś ich oficyny dopiero w roku 1968.
Kamienicę pod nr. 5 u zbiegu z Długą rozebrano po roku 1947; cała nieparzysta strona ulicy mimo ciekawej historii, nie doczekała się w okresie powojennym logicznej zabudowy.
W latach 50. pod nr 3 przy chodniku ustawiono pierwszy, a w pierwszej połowie lat 70. drugi kamień z tablicą z brązu upamiętniający żołnierzy powstania warszawskiego i osoby cywilne, które zginęły 13 sierpnia 1944 w wyniku wybuchu niemieckiego czołgu.
W listopadzie 2012 Rada Warszawy skorygowała nazwę ulicy z Kilińskiego na Jana Kilińskiego.

## Ważniejsze obiekty
- Pałac Raczyńskich
- Mury obronne w Warszawie
- Pomnik Małego Powstańca